# Santa Clara de Louredo
Santa Clara de Louredo é uma povoação portuguesa sede da Freguesia de Santa Clara de Louredo do Município de Beja, freguesia com 71,89 km² de área e 747 habitantes (censo de 2021), tendo, por isso, uma densidade populacional de 10,4 hab./km².

## Demografia
A população registada nos censos foi:
Nota: Nos anos de 1864 a 1930 figura com a designação de Louredo. A atual designação foi-lhe dada pelo decreto lei nº 27.424, de 31/12/1936
| Ano  | 0-14 Anos | 15-24 Anos | 25-64 Anos | > 65 Anos |
| 2001 | 104       | 109        | 408        | 309       |
| 2011 | 100       | 77         | 404        | 283       |
| 2021 | 91        | 64         | 344        | 248       |

## Património
- Igreja de Santa Clara ou Igreja Paroquial de Louredo